# Trust (empresa de electrónica)
Trust International B.V. es una compañía privada con sede en Dordrecht, Países Bajos. Es un fabricante de accesorios de informática orientados a los niveles de precios medios y bajos del segmento. 
Es una compañía internacional presente en Europa, Oriente Medio, África y América Latina. Actualmente cuenta con 19 sucursales en Europa y Asia y emplea a alrededor de 250 personas en total.[cita requerida]

## Productos
- Accesorios de tableta
- Sonido, incluyendo adaptadores bluetooth
- Imagen
- Adaptadores de corriente
- Protección eléctrica
- Portable
- Conexión
- Juegos
- Dispositivos de entrada

## Galería

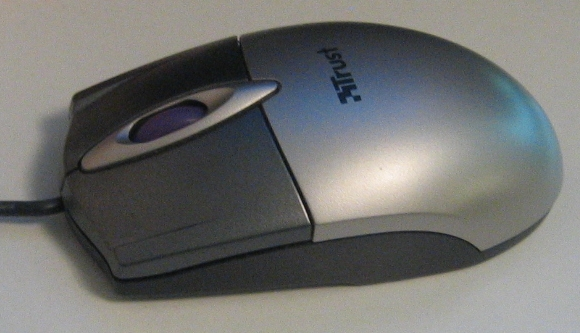
Ratón con rueda PS/2 MI-1200
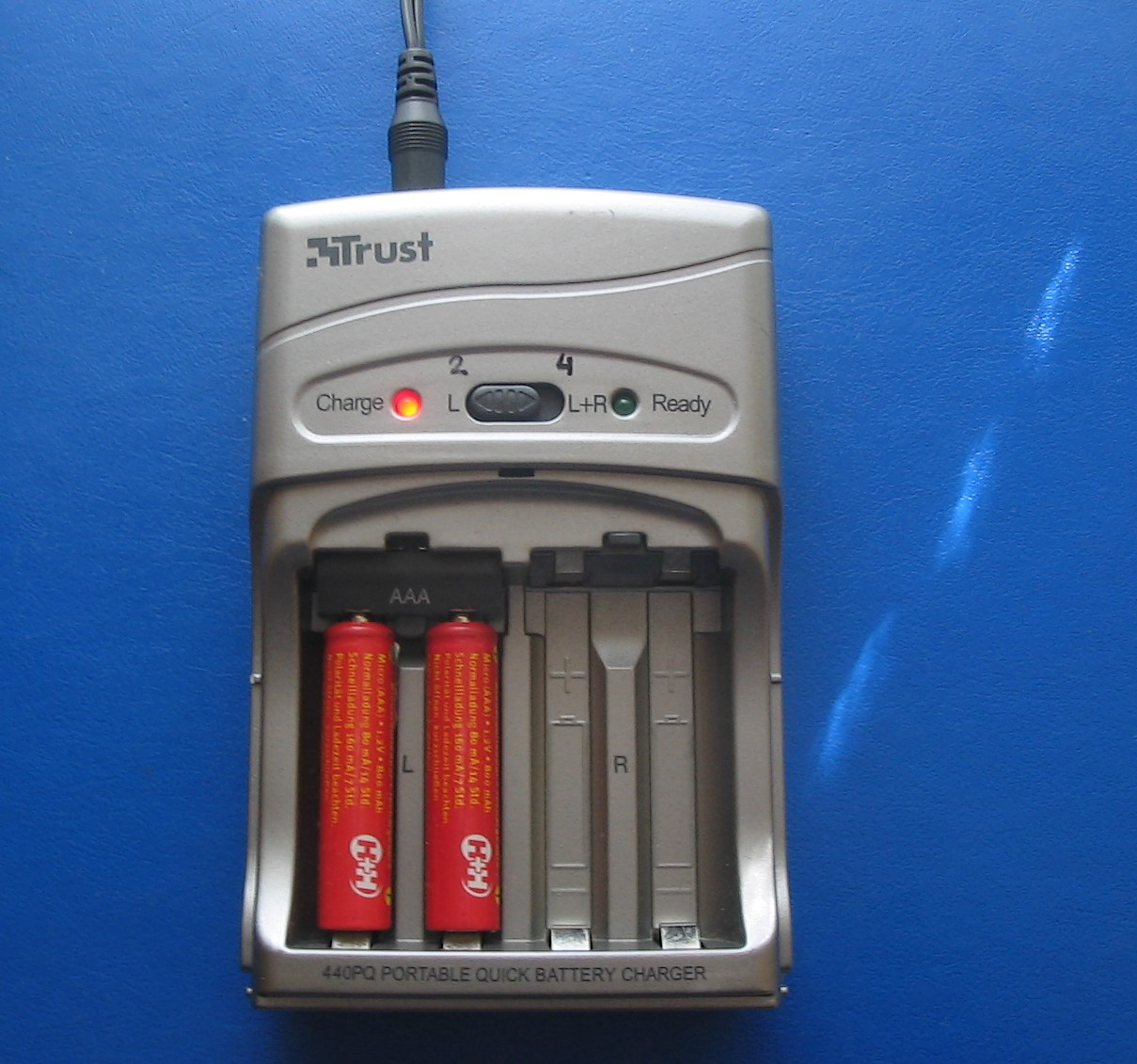
Un cargador
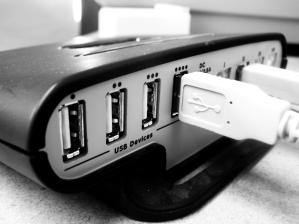
Concentrador USB